# Castillo de Ballyloughan
El Castillo de Ballyloughan (en inglés Ballyloughan Castle) es un castillo en ruinas declarado Monumento Nacional situado en el condado de Carlow, cerca de Bagenalstown (Irlanda). El castillo conserva una de las principales puertas porticadas en Irlanda, además del salón y los cimientos de una de las torres de las esquinas. Su arquitectura sugiere que fue construido por un noble normando sobre el año 1300 y abandonado en el siglo XIV. En el siglo XVI fue ocupado por los Caomhánach, para pasar posteriormente a los Bagenal y finalmente a los Bruen al final del siglo XIX.